# Judo ai XVIII Giochi del Mediterraneo
I tornei di judo ai XVIII Giochi del Mediterraneo si sono svolti dal 27 al 29 giugno 2018 al Pabellón de Cambrils. Si è gareggiato in 14 diverse categorie di peso, di cui sette maschili e sette femminili.

## Calendario
Il calendario delle gare è stato il seguente:
| ● | Finali |

| Giugno/Luglio |    |    |    |    |    |    |    |    |    |
| 22            | 23 | 24 | 25 | 26 | 27 | 28 | 29 | 30 | 1º |
|               |    |    |    |    | 5  | 5  | 4  |    |    |

## Risultati

### Uomini
| Evento                   | Oro                     | Argento            | Bronzo                             |
| fino a 60 kg (dettagli)  | Francisco Garrigós      | Fraj Dhuibi        | Bekir Özlü David Starkel           |
| fino a 66 kg (dettagli)  | Manuel Lombardo         | Alberto Gaitero    | Imad Bassou Andraž Jereb           |
| fino a 73 kg (dettagli)  | Akil Gjakova            | Bilal Çiloğlu      | Fabio Basile Mohamed Mohyeldin     |
| fino a 81 kg (dettagli)  | Abdelaziz Ben Ammar     | Mohamed Abdelaal   | Anri Egutidze Alexios Ntanatsidis  |
| fino a 90 kg (dettagli)  | Nikoloz Sherazadishvili | Nemanja Majdov     | Nicholas Mungai Theodoros Tselidis |
| fino a 100 kg (dettagli) | Ramadan Darwish         | Giuliano Loporchio | Lyès Bouyacoub Alexandre Iddir     |
| oltre 100 kg (dettagli)  | Žarko Ćulum             | Vincenzo D'Arco    | Faicel Jaballah Ángel Parra        |

### Donne
| Evento                  | Oro                 | Argento             | Bronzo                            |
| fino a 48 kg (dettagli) | Julia Figueroa      | Milica Nikolić      | Francesca Milani Maruša Štangar   |
| fino a 52 kg (dettagli) | Distria Krasniqi    | Odette Giuffrida    | Astride Gneto İrem Korkmaz        |
| fino a 57 kg (dettagli) | Nora Gjakova        | Miriam Boi          | Priscilla Gneto Ghofran Khelifi   |
| fino a 63 kg (dettagli) | Edwige Jeanne Gwend | Mariem Bjaoui       | Manon Deketer Büşra Katipoğlu     |
| fino a 70 kg (dettagli) | María Bernabéu      | Carola Paissoni     | Nurcan Yılmaz Margaux Pinot       |
| fino a 78 kg (dettagli) | Giorgia Stangherlin | Loriana Kuka        | Patricija Brolih Patrícia Sampaio |
| oltre 78 kg (dettagli)  | Kayra Sayit         | Nihel Cheikh Rouhou | Sonia Asselah Julia Tolofua       |

## Medagliere
| Posizione | Paese      | Oro | Argento | Bronzo | Totale |
| --------- | ---------- | --- | ------- | ------ | ------ |
| 1         | Spagna     | 4   | 1       | 1      | 6      |
| 2         | Italia     | 3   | 5       | 3      | 11     |
| 3         | Kosovo     | 3   | 1       | 0      | 4      |
| 4         | Tunisia    | 1   | 3       | 2      | 6      |
| 5         | Serbia     | 1   | 2       | 0      | 3      |
| 6         | Turchia    | 1   | 1       | 4      | 6      |
| 7         | Egitto     | 1   | 1       | 1      | 3      |
| 8         | Francia    | 0   | 0       | 6      | 6      |
| 9         | Slovenia   | 0   | 0       | 4      | 4      |
| 10        | Algeria    | 0   | 0       | 2      | 2      |
| 10        | Grecia     | 0   | 0       | 2      | 2      |
| 10        | Portogallo | 0   | 0       | 2      | 2      |
| 13        | Marocco    | 0   | 0       | 1      | 1      |
| Totale    | Totale     | 14  | 14      | 28     | 56     |